# Bythinella padana
Bythinella padana е вид коремоного от семейство Hydrobiidae.

## Разпространение
Видът е разпространен в Швейцария.